# Velika Gospa
Velika Gospa ili Vela Gospa je svetkovina Uznesenja Blažene Djevice Marije (lat. Assumptio Beatae Mariae Virginis) koja se u slavi 15. kolovoza. Taj je dan i državni blagdan u Republici Hrvatskoj, kao i u nizu država.

## Svetkovina i štovanje
Prema katoličkoj teologiji, Marija je uznesena na nebo dušom i tijelom. Nauk o Marijinu uznesenju na nebo proglasio je papa Pio XII. 1. studenoga 1950. godine. U apostolskoj konstituciji Munificentissimus Deus (Silno darežljivi Bog) iznio je razloge proglašenja dogme. Tome prethodi duga tradicija stara gotovo kao i samo kršćanstvo. O Marijinom uznesenju pisali su, među ostalima, kršćanski autori sv. Bernard iz Clairvauxa, sv. Antun Padovanski i drugi. Ostavlja se otvoreno pitanje je li Marija umrla pa uznesena na nebo ili je u vječni život uznesena bez tjelesne smrti.
Na svetkovinu mnoštvo vjernika hodočasti u mnogobrojna Marijina svetišta. Blagdan se slavi u velikom broju država, ponajviše u Europi i Južnoj Americi. Održavaju se procesije i festivali. Anglikanci i luterani slave blagdan, ali bez službenog spominjanja riječi "uznesenje".

## U Hrvatskoj
Velika Gospa najveći je marijanski blagdan, a ujedno je i državni blagdan, koji se tradicionalno obilježava 15. kolovoza i diljem Hrvatske mnoštvo vjernika hodočasti u velik broj marijanskih svetišta
U Mariji Bistrici smjestilo se najveće marijansko svetište u Hrvatskoj. U Sinju, Čudotvorna Gospa Sinjska postala je zaštitnicom grada, a njezina slika, donesena iz Rame, središte je jednog od najvećih hodočašća u Hrvatskoj. Svetište Majke Božje Trsatske također je jedno od najvažnijih marijanskih svetišta u Hrvatskoj. Ostala značajna svetišta su: Aljmaš, Voćin, Krasno, Vepric, Remete, Pleternica, Nin, Molve, Nova Rača i mnoga druga.  
Najvažniji dio proslave Velike Gospe u Hrvatskoj su hodočašća. Vjernici iz svih krajeva zemlje, ali i inozemstva, dolaze u marijanska svetišta kako bi prisustvovali svetim misama i procesijama. Proslava Velike Gospe u Hrvatskoj uključuje bogatu kombinaciju vjerskih obreda, kulturnih manifestacija i tradicionalnih običaja. Velika Gospa se smatra zaštitnicom mnogih mjesta, a vjernici joj se obraćaju za pomoć i zagovor u teškim vremenima.

## Biblijska osnova
Apostolska konstitucija Munificentissimus Deus spominje nekoliko svetih otaca, teologa i crkvenih naučitelja koji su zastupali Marijino uznesenje, među njima su: papa Hadrijan I., papa Sergije I., papa Lav IV., Ivan Damaščanski, Amadej Lausannski, Modest Jeruzalemski, Antun Padovanski, Albert Veliki, Toma Akvinski (anđeoski naučitelj), Bonaventura (serafski naučitelj), Bernardin Sijenski, Robert Bellarmin, Franjo Saleški, Petar Kanizije, Francisco Suárez, među ostalima. Apostolska konstitucija dodaje: „Svi ovi dokazi i razmatranja svetih otaca i teologa temelje se na Svetim spisima kao svom krajnjem temelju.”
Otac Jugie izrazio je mišljenje da je Otkrivenje (Otk 12,1-2) glavni biblijski svjedok uznesenja: „I znamenje veliko pokaza se na nebu: Žena odjevena suncem, mjesec joj pod nogama, a na glavi vijenac od dvanaest zvijezda. Trudna viče u porođajnim bolima i mukama rađanja.” 
Ovaj odlomak, pretpostavlja Epifanije, može ukazivati na to da Djevica Marija nije umrla kao druga ljudska bića, već je nekako ostala besmrtna, iako jasno daje do znanja svoju nesigurnost i suzdržava se od zagovaranja ovog stava. U konačnici Epifanije zaključuje: „[Ne] kažem da je ostala besmrtna. Ali ne tvrdim, ni da je umrla.”
Od vremena ranih crkvenih otaca, ova slika „žene odjevene u sunce” imala je trostruku simboliku: drevni narod Izraela, Crkvu i Mariju.
Mnogi biskupi citirali su Knjigi postanka (Post 3,15), u kojem se Bog obraća zmiji u Edenskom vrtu, kao primarnu potvrdu Marijinog uznesenja: „Neprijateljstvo ja zamećem između tebe i žene, između roda tvojeg i roda njezina: on će ti glavu satirati, a ti ćeš mu vrebati petu.”
Mnogi učenjaci povezuju Isusovu upotrebu riječi „žena” kako bi nazvao Mariju umjesto „majkom” kao potvrdu da je Marija „žena” opisana u Knjigi postanka (Post 3,15). Marija se često smatra „Novom Evom”, koja je zdrobila zmijinu glavu prilikom Navještenja poslušavši arkanđela Gabriela kada je rekao da će roditi Mesiju (Lk 1,38).
Katekizam Katoličke Crkve potvrđuje da izvještaj o padu u Knjigi postanka 3 koristi figurativni jezik i da pad čovječanstva, zavodljivim glasom zmije u Bibliji, predstavlja đavla. Slično tome, veliki zmaj u Otkrivenju 12 je prikaz đavla, identificiranog sa zmijom iz vrta koja ima neprijateljstvo sa ženom. Stoga, u katoličkoj misli, postoji povezanost između ove žene i Marijinog Uznesenja.
Među mnogim drugim odlomcima koje je zabilježio papa Pio XII. bili su sljedeći:
- Psalam 132 (Ps 132,8), koji pozdravlja povratak Kovčega Saveza u Jeruzalem („Ustani, Gospodine, na svoje počivalište, ti i Kovčeg koji si posvetio!“), gdje se Kovčeg uzima kao proročki „tip“ Marije;
- Otkrivenje (Otk 11,19), u kojem Ivan vidi Kovčeg Saveza na nebu (ovaj stih neposredno prethodi viziji žene odjevene u sunce);
- Evanđelje po Luki (Lk 1,28), u kojem arkanđeo Gabriel pozdravlja Mariju riječima: „Zdravo Marijo, milosti puna“, budući da je Marijino tjelesno uznesenje prirodna posljedica toga što je puna milosti;
- Prva poslanica Korinćanima 15 (1Kor 15,23) i Matej 27 (Mt 27, 52–53), koji se odnose na sigurnost tjelesnog uskrsnuća za sve koji imaju vjeru u Isusa.

Biblija spominje dvije istaknute osobe, Henoka i Iliju, koji su uzneseni na nebo, kao važni prethodnici za Marijino uznesenje. Henok, spomenut u Knjizi Postanka, poznat je po svom bliskom odnosu s Bogom i opisan je kao da ga je Bog „uzeo” (Post 5,24), događaj koji je također zabilježen u Poslanici Hebrejima (Heb 11,5). Slično tome, Ilija, veliki prorok, uznesen je na nebo u vihoru, u pratnji vatrenih kola, kako je zabilježeno u Drugoj knjigi o Kraljevima (2Kr 2,11).

## Tradicija
U nekim verzijama pripovijesti o uznesenju, kaže se da se uznesenje dogodilo u Efezu, u kući Djevice Marije. Ovo je mnogo novija i lokaliziranija tradicija. Najranije predaje kažu da je Marijin život završio u Jeruzalemu.
Prema „Preminuću Blažene Djevice Marije”, koja se pripisuje Josipu iz Arimateje, jedan od apostola, često identificiran kao apostol Toma, nije bio prisutan prilikom Marijine smrti, ali njegov kasni dolazak uzrokuje ponovno otvaranje Marijinog groba, koji se nalazi prazan osim njezine grobne odjeće. Nakon toga, Marija spušta svoj pojas apostolu s neba kao svjedočanstvo događaja. Ovaj događaj prikazan je na mnogim kasnijim slikama uznesenja.
Učenje o Marijinom uznesenju proširilo se diljem kršćanskog svijeta, slavljeno je već u 5. stoljeću, a na Istoku ga je uspostavio car Mauricije oko 600. godine. U propovijedi, sv. Ivan Damaščanski (675. – 749.), pozivajući se na treću knjigu Eutimijske povijesti, bilježi sljedeće: „Sveti Juvenal, jeruzalemski biskup, na Kalcedonskom saboru (451.) dao je na znanje caru Marcijanu i Pulheriji, koji su željeli posjedovati tijelo Majke Božje, da je Marija umrla u prisutnosti svih apostola, ali da je njezin grob, kada je otvoren na zahtjev svetog Tome, pronađen prazan; iz čega su apostoli zaključili da je tijelo uzneseno na nebo”.
U zemljama njemačkog govornog područja običaj blagoslova (aromatičnog) bilja povezan je sa svetkovinom Uznesenja Blažene Djevice Marije. Ovaj drevni običaj „povezao se s Blaženom Djevicom Marijom, dijelom zbog biblijskih slika koje su joj se pripisivale poput vinove loze, lavande, čempresa i ljiljana, dijelom zbog toga što se je zbog njezine vrline vidjelo kao mirisni cvijet”, te Izaijinog spominjanja izdanka koji je iznikao iz boka Jišajeva, a koji je donio Isusa Krista kao plod. Običaj je također povezan s tradicijom „Frauendreißiger” (što znači otprilike „trideset dana žena”), razdobljem koje traje do 8. rujna, blagdana Rođenja Marijina. Ova seoska tradicija seže do činjenice da bilje sadrži posebno visoke razine eteričnih ulja u ovo doba godine i posebno je zdravo.

## Povijest
Znanstvenici prate tradicije o Uznesenju do rane crkvene povijesti kroz apokrifne knjige. Najraniji narativ koji se bavi Marijinim zemaljskim završetkom je „Liber Requiei Mariae” („Knjiga o Marijinom pokoju”) iz 3. stoljeća, iako rukopisi datiraju iz 5. - 6. stoljeća s grčkim podrijetlom vjerojatno iz 4. stoljeća.
„Apokrif o Uznesenju u šest knjiga” datira iz sredine 4. stoljeća i pruža dokaze o ranom marijanskom kultu prije Efeškog sabora. Drugi rani izvori uključuju grčki „Rasprava o Uznesenju” i razne apokrifne traktate iz 4. -5. stoljeća.
Novi zavjet ne govori o Marijinom zemaljskom završetku. Ivan Damaščanski uspostavio je standardnu istočnu tradiciju: Marija je umrla među apostolima, ali njezin je grob pronađen prazan, što ih je navelo na zaključak da je njezino tijelo uzneseno na nebo.
Blagdan Uznesenja stigao je na Zapad početkom 7. stoljeća, postajući Velika Gospa u kalendarima 9. stoljeća. Car Mauricije odredio je blagdan za Carigrad 600. godine, a u Rimu je uveden oko 650. godine.
Između 1849. i 1950. godine brojne su peticije tražile da se Uznesenje proglasi dogmom. Dana 1. studenog 1950. papa Pio XII. proglasio ju je službenom doktrinom, navodeći da je Marija „uznesena tijelom i dušom u nebesku slavu”.
Dogma ima za cilj ojačati kršćansko vjerovanje u uskrsnuće, a znanstvenici raspravljaju odražavaju li tradicije povijesne usmene izvještaje ili kasniji teološki razvoj.

## Blagdan i povezano razdoblje posta
Pravoslavna tradicija preporučuje post od četrnaest dana prije blagdana Marijinog Uznesenja. Post u pravoslavnim crkvama općenito se sastoji od apstinencije od određenih skupina hrane; tijekom posta radnim danima strogo se posti, s dopuštenim vinom i uljem vikendom, a uz to i ribom na Preobraženje Gospodinovo.
Velika Gospa važna je mnogim kršćanima, posebno katolicima i pravoslavcima, kao i mnogim luteranima i anglikancima, kao nebeski rođendan Djevice Marije (dan kada je Marija primljena u raj). Vjerovanje o njezinom prihvaćanju u nebesku slavu neki kršćani vide kao simbol obećanja koje je Isus dao svim trajnim kršćanima da će i oni biti primljeni u raj. Marijino Uznesenje simbolizira Madona s ljiljanima.
Današnji talijanski naziv blagdana, Ferragosto, može potjecati od latinskog naziva Feriae Augusti („Blagdani cara Augusta”), budući da je mjesec kolovoz dobio ime po caru. Blagdan je uveo biskup Ćiril Aleksandrijski u 5. stoljeću. Tijekom pokrštavanja, postavio ga je na 15. kolovoza. Sredinom kolovoza, August je proslavio svoje pobjede nad Markom Antonijem i Kleopatrom kod Akcija i Aleksandrije trodnevnim trijumfom. Obljetnice (a kasnije samo 15. kolovoza) od tada su bile državni praznici diljem Rimskog Carstva.

## Umjetnički prikazi
Književni prikazi Velike Gospe s više detalja, poput prisutnosti apostola, pojavili su se u kasnosrednjovjekovnim djelima poput „Zlatne legende”, a slijedili su ih i umjetnici. Do kraja srednjeg vijeka, velike oltarne slike dale su umjetniku priliku da pokaže svoju virtuoznost u kompoziciji, koloritu i pozama figura. Nakon reformacije, korištena je za afirmaciju katoličkog stava, koji su protestanti odbacili.
Obično u pratnji ili nošena anđelima, Djevica Marija se uzdiže prema nebu, gdje će je Krist okruniti, dok apostoli dolje okružuju njezin prazan grob dok s divljenjem gledaju gore. Bog Otac ili Krist (kao u pravoslavnom Uspenju) mogu se vidjeti na nebu gore. Na srednjovjekovnim slikama ruke su joj obično sklopljene u molitvi, ali kasnije mogu biti široko raširene dok gleda prema gore, kao na Tizianovoj vrlo utjecajnoj oltarnoj slici za crkvu Frari (1515. – '18.) u Veneciji. Primjeri uključuju djela: El Greca, Rubensa (nekoliko kompozicija), Annibala Caraccija i Nicolasa Poussina, pri čemu posljednji zamjenjuje apostole puttima koji bacaju cvijeće u grobnicu.

## Državni praznik
Velika Gospa 15. kolovoza državni je praznik u: Andori, Austriji, Belgiji, Burundiju, Kamerunu, Srednjoafričkoj Republici, Čileu, Republici Kongo, Obali Bjelokosti, Hrvatskoj, Kolumbiji, Kostariki, Cipru, Istočnom Timoru, Francuskoj, Gabonu, Grčkoj, Gruziji, Gvineji, Haitiju, Italiji, Libanonu, Lihtenštajnu, Litvi, Luksemburgu, Sjevernoj Makedoniji, Madagaskaru, na Malti, u Mauricijusu, Monaku, Crnoj Gori (Albanci i Hrvati katolici), Paragvaju, na Filipinima (Maragondon, Cavite), u Poljskoj (koincidira s Danom poljske vojske), Portugalu, Rumunjskoj, Ruandi, Senegalu, Sejšelima, Sloveniji, Španjolskoj, Siriji, na Tahitima, u Togu i Vanuatuu; a također je bio u Mađarskoj do 1948. godine.
Također je državni praznik u dijelovima Njemačke (dijelovi Bavarske i Saarlanda), Švicarske (u 14 od 26 kantona) i Bosne i Hercegovine. U Gvatemali se obilježava u gradu Guatemala Cityju i gradu Santa Maria Nebaj, koji je oba smatraju svojom zaštitnicom. Također, ovaj se dan kombinira s Majčinim danom u Kostariki i dijelovima Belgije.

## Vanjske poveznice
Ostali projekti
|  | Zajednički poslužitelj ima još gradiva o temi Uznesenje Blažene Djevice Marije |

|  | Zajednički poslužitelj ima još gradiva o temi Crkve Uznesenja Blažene Djevice Marije u Hrvatskoj |
|  | Wikizvor ima izvorni tekst Zrakama sunca                                                         |

|  | Wikizvor ima izvorni tekst Srećo svijeta |

Mrežna mjesta
- Povijest Blagdana Uznesenja Blažene Djevice Marije, www.quovadiscroatia.com
- Uznesenje BDM – Velika Gospa, u: Sušac, Miljenko (prir.): Ocu po Sinu u Duhu Svetome i Marijinom zagovoru : enciklopedijski priručnik pobožnosti Katoličke Crkve, Zagreb, 2016., str. 538-545